# 出水田眞紀
出水田 眞紀（いずみだ まき、1996年1月22日 - ）は、日本の陸上競技選手、中距離走、長距離走。クロスカントリーやハーフマラソンの国際大会で団体金メダリスト。皇后盃全国都道府県対抗女子駅伝競走大会大会記録メンバー。

## 人物
神奈川県横浜市緑区生まれ。小学校入学時に横浜市磯子区へ転居して過ごす。母は日産自動車で活躍し、横浜国際女子駅伝などに出場した田村有紀で、自身も12歳で陸上競技を始めた。
横浜市立浜中学校から白鵬女子高等学校を経て、2014年に立教大学入学。2016年3月12日の大学2年時、世界大学クロスカントリー選手権個人では清水萌衣乃（東農大1年）に次ぐ3位で銅メダルを獲得、団体では清水・菅野七虹（立命大3年）・細田あい（日体大2年）らと金メダルを獲得した。2018年に立大卒業後、第一生命グループ女子陸上競技部所属。

## 主な記録
| 年     | 大会                                | 種目           | 順位     | 備考                 |
| ------ | ----------------------------------- | -------------- | -------- | -------------------- |
| 2011年 | 全国高校女子駅伝                    | 2区            | 区間8位  | 白鵬女子高6位        |
| 2012年 | 都道府県対抗女子駅伝                | 2区            | 区間12位 | 神奈川県10位         |
|        | 全国高校陸上                        | 3000m          | 8位      |                      |
|        | 全国高校女子駅伝                    | 1区            | 区間14位 | 白鵬女子高9位        |
| 2013年 | 都道府県対抗女子駅伝                | 5区            | 区間4位  | 神奈川県大会記録     |
|        | 福岡国際クロスカントリー            | ジュニア6km    | 6位      |                      |
|        | 世界クロスカントリー                | ジュニア6km    | 29位     | 日本団体4位          |
|        | 世界ユース陸上選手権                | 1500m          | 8位      |                      |
|        | 全国高校陸上                        | 1500m          | 8位      |                      |
|        | 全国高校陸上                        | 3000m          | 4位      |                      |
|        | 全国高校女子駅伝                    | 1区            | 区間11位 | 白鵬女子高11位       |
| 2014年 | 都道府県対抗女子駅伝                | 2区            | 区間12位 | 神奈川県5位          |
|        | 福岡国際クロスカントリー            | ジュニア6km    | 3位      |                      |
|        | アジアクロスカントリー              | ジュニア6km    | 銀メダル | 日本団体金メダル     |
| 2015年 | 都道府県対抗女子駅伝                | 2区            | 区間13位 | 神奈川県14位         |
|        | 日本学生女子ハーフマラソン          | ハーフマラソン | 3位      |                      |
|        | 夏季ユニバーシアード                | ハーフマラソン | 4位      | 日本団体金メダル     |
|        | 日本インカレ                        | 5000m          | 4位      |                      |
|        | 日本インカレ                        | 10000m         | 2位      |                      |
| 2016年 | X-RUN CHIBA(世界大学クロカン選考会) | ６ｋｍ         | 優勝     |                      |
|        | 世界大学クロスカントリー            | 6.2km          | 銅メダル | 日本団体金メダル     |
| 2017年 | 都道府県対抗女子駅伝                | 4区            | 区間3位  | 神奈川県7位          |
|        | 日本学生女子ハーフマラソン          | ハーフマラソン | 4位      |                      |
|        | 夏季ユニバーシアード                | ハーフマラソン | 5位      |                      |
| 2018年 | 都道府県対抗女子駅伝                | 4区            | 区間2位  | 神奈川県6位          |
| 2019年 | 都道府県対抗女子駅伝                | 5区            | 区間10位 | 東京都9位            |
|        | クロスカントリー日本選手権          | シニア8km      | 12位     |                      |
|        | 全日本実業団陸上                    | 5000m          | 20位     |                      |
|        | クイーンズ駅伝                      | 1区            | 区間5位  | 第一生命グループ11位 |
| 2020年 | 実業団ハーフマラソン                | ハーフマラソン | 7位      |                      |
|        | クロスカントリー日本選手権          | シニア8km      | 12位     |                      |